# 彭蒙
彭蒙（？—？），戰國时期齐国人，黄老道家代表人物。
有一說彭蒙即伯昏瞀人，田駢是他的學生。又一說彭蒙師從田駢。